# Graus de llibertat (estadística)
En estadística, graus de llibertat és un estimador del nombre de categories independents en un test particular o experiment estadístic. Es troben mitjançant la fórmula n-r, on n=nombre de subjectes en la mostra (també poden ser representats per k-r on k=nombre de grups, quan es realitzen operacions amb grups i no amb subjectes individuals) i r és el nombre de subjectes o grups estadísticament dependents.
Quan es tracta d'ajustar models estadístics a un conjunt de dades, els residus -expressats en forma de vector- es troben habitualment en un espai de menor dimensió que aquell en el qual es trobaven les dades originals. Els graus de llibertat de l'error els determina, precisament, el valor d'aquesta menor dimensió.
Un exemple aclareix el concepte. Suposem que
{\displaystyle X_{1},\dots ,X_{n}\,}
són variables aleatòries, cadascuna d'elles amb mitjana μ, i que
{\displaystyle {\overline {X}}_{n}={X_{1}+\cdots +X_{n} \over n}}
és la "mitjana muestral". Llavors les quantitats
{\displaystyle X_{i}-{\overline {X}}_{n}\,}
són els residus, que poden ser considerats estimacions dels errors Xi − μ. La suma dels residus (a diferència de la suma dels errors, que no és coneguda) és necessàriament 0,
{\displaystyle \sum _{i=1}^{n}({X_{i}}-{\overline {X}}_{n})=\sum _{i=1}^{n}{X_{i}}-n{\overline {X}}_{n}={\overline {X}}_{n}-{\overline {X}}_{n}=0}
ja que existeixen variables amb valors superiors i inferiors a la mitjana muestral. Això també significa que els residus estan restringits a trobar-se en un espai de dimensió n-1 (en aquest exemple, en el cas general a n-r), ja que si es coneix el valor de n-1 d'aquests residus la determinació del valor del residu restant és immediata. Així, es diu que "l'error té n-1 graus de llibertat" (l'error té n-r graus de llibertat per al cas general).